# Lastreopsis effusa
Lastreopsis effusa är en träjonväxtart. Lastreopsis effusa ingår i släktet Lastreopsis och familjen Dryopteridaceae.

## Underarter
Arten delas in i följande underarter:
- L. e. dilatata
- L. e. divergens
- L. e. effusa